# Roger Mortimer, 1.º Conde de March
Roger Mortimer, também conhecido como o Barão de Chirk (Castelo de Wigmore, 25 de abril de 1287 — Londres, 29 de novembro de 1330), foi o filho e herdeiro de Edmundo Mortimer, 2.º barão Mortimer de Wigmore, e de Margarida de Fiennes. Neto de Roger Mortimer, 1.º barão Mortimer de Wigmore, foi Lugar-tenente do rei Eduardo II e Juiz-Mor do País de Gales (1307-1321). 

Brasão da família Mortimer.

Governou a Inglaterra como regente de Eduardo III junto com a rainha e amante Isabel de França, apelidada de "a Loba de França" após a revolta dos barões ingleses que levou à deposição do rei Eduardo II. 
Preso em Shrewsbury (1322), foi enforcado nos Commons Gallows de Londres.

## Filhos
Os casamentos dos filhos de Mortimer (três filhos e oito filhas) consolidaram os pontos fortes de Mortimer no Ocidente.
- Sir Edmund Mortimer knt (1302—1331), casado com Isabel de Badlesmere; eles produziram Roger Mortimer, 2.º conde de March que foi restaurado ao título de seu avô.
- Margaret Mortimer (1304 — 5 de maio de 1337), casou-se com Thomas de Berkeley, 3º Barão de Berkeley
- Maud Mortimer (1307 — depois de 1345), casou-se com John de Charlton, Senhor de Powys
- Geoffrey Mortimer (1309–1372 / 6), que herdou a seigneurie francesa de Couhé como herdeira designada de sua avó Joana de Lusignan, e fundou um ramo da família com base na França.
- John Mortimer (1310—1328).
- Joana Mortimer (c. 1312 — 1337/51), casou-se com James Audley, 2º Barão Audley.
- Isabella Mortimer (c. 1313 — após 1327).
- Catarina Mortimer (c. 1314 — 1369), casou-se com Tomás de Beauchamp, 11.º Conde de Warwick.
- Agnes Mortimer (c. 1317 — 1368), casou-se com Laurence Hastings, 1º conde de Pembroke.
- Beatrice Mortimer (falecida em 16 de outubro de 1383), que se casou primeiro com Eduardo de Norfolk (morreu antes de 9 de agosto de 1334), filho e herdeiro aparente de Thomas de Brotherton, de quem ela não teve filhos, e em segundo lugar, antes de 13 de setembro de 1337, Thomas de  Brewes (morreu em 9 ou 16 de junho de 1361), com quem teve três filhos e três filhas.
- Blanche Mortimer (c. 1321 — 1347), casou-se com Peter de Grandison, 2º Barão Grandison.

## Descendentes
Através de seu filho, Sir Edmund Mortimer, ele é um ancestral dos últimos monarcas Plantagenetas da Inglaterra, do rei Eduardo IV a Ricardo III.  Pela filha de Eduardo IV, Elizabeth de York, o conde de March é um ancestral do rei Henrique VIII da Inglaterra e do rei Jaime V da Escócia e, portanto, de todos os monarcas escoceses, ingleses e britânicos subsequentes.